# Шарф, Роберт Фрэнсис
Роберт Френсис Шарф (англ. Robert Francis Scharff; 1858—1934) — ирландский зоолог.

## Биография
Роберт Френсис Шарф родился в 1858 году в Йоркшире городе Лидсе в семье выходцев из Германии.
Учился в Эдинбургском и Лондонском университетах, а с 1880 по 1885 год изучал зоологию у Эдвина Рея Ланкестера и в университете Гейдельберга, где получил степень доктора.
После получения степени доктора наук, Шарф работал на неаполитанской зоологической станции, в эдинбургской морской лаборатории и в Британском музее.
В 1886 году был назначен ассистентом по кафедре естественных наук при Сент-Эндрюсском университете.
В 1887 году занял должность хранителя естественноисторических коллекций Национального музея в Дублине.
В 1903 году Роберт Шарф был избран почетным секретарем Королевского зоологического общества в Лондоне.
С научной целью Шарф много путешествовал по Испании (1879, 1892 и 1899), посетил Корсику (1894), Канарские острова и остров Мадеру (1896).

## Избранная библиография
- «On skin and nervous system of Priapulus a. Halicryptus» («Quart. J. Micr. Sc.»,1885);
- «On the intra-ovarian Egg of some Osseous Fishes» (там же, 1887);
- «The slugs of Ireland» («Trans. R. Dublin Soc.», 1891);
- «Etude sur les Mammifères de la Région Holarctique» («Mém. Soc. Zool. France», 1895);
- «On the Origin of the European Fauna» («Proc. R. Irish Acad.», 1897);
- «The History of the European Fauna» (Лондон, 1899);
- «Some Remarks on the Atlantic Problems» («Proc. R. Irish Acad.» 1903 год).